# Гроза-6
Р-934УМ2 или Гроза-6 (бел. Навальніца-6) — белорусская станция помех и радиоуправления связи, разработанная ОАО «КБ Радар». Создавалась в рамках серии комплексов и средств радиоэлектронной борьбы «Гроза».

## Описание
Предназначена для поиска, обнаружения и радиоподавления линий радиосвязи УКВ диапазона, работающих на фиксированных частотах и в режимах адаптивной и программной перестройки рабочей частоты. В состав входит обнаружитель-пеленгатор с приемо-пеленгаторной антенно-фидерной системой (АФС), два автоматизированных рабочих места операторов, десятиканальный радиопередатчик с семью передающими АФС, комплект аппаратуры связи и передачи данных, комплект аппаратуры электропитания и жизнеобеспечения, автомобильное шасси с двумя электростанциями и кузовом-фургоном.

## Эксплуатанты
- Беларусь
- Азербайджан
- Ливия
- ОАЭ

## Боевое применение
Летом 2020 года в сети появились фотографии комплексов «Гроза-6» и «Гроза-С» в Ливии, где их использовала Ливийская национальная армия Халифа Хафтара. Комплексы смогли обезвредить 11 турецких БПЛА, принадлежавших сторонникам Фаиза Сараджа. Колумнист газеты «Военно-промышленный курьер» Виталий Орлов со ссылкой на неназванные источники заявил, что за период 2019—2020 годов количество обезвреженых беспилотников возможно больше, и системы «Гроза» могут быть причастны к потере 78 ударных БПЛА «Байрактар ТВ-2» и двух MQ-9 Reaper, которые использовались ВВС США и Италии для разведывательных полётов в зоне боевых действий. В то же время часть из указанного сбита российским ЗРК Панцирь.
«Гроза» была передана бойцам ЛНА от ОАЭ, которые в свою очередь купили её непосредственно у Белоруссии. Ещё ранее эти системы поставлялись в Азербайджан и применялись в ходе Второй Карабахской войны осенью того же года.